# San Giovanni Evangelista a Patmos (Velázquez)
San Giovanni Evangelista a Patmos è un dipinto del pittore spagnolo Diego Velázquez realizzato circa nel 1618 e conservato alla National Gallery di Londra insieme con un'altra opera del medesimo autore, Immacolata Concezione.

## Storia
Nel 1800 Ceán Bermúdez menziona questa tavola insieme con l'Immacolata Concezione di dimensioni identiche nella sala capitolare del convento di Carmen Calzado di Siviglia. Entrambe vennero vendute nel 1809 - per il tramite di Canon Lopez Cepero - all'Ambasciatore di Gran Bretagna, Bartolomeo Frere. Nel 1956 il dipinto venne acquistato dal museo dove era già stato depositato in prestito dal 1946.
La critica è unanime nel riconoscimento della paternità dell'opera.

## Descrizione e stile
Velázquez raffigura San Giovanni Evangelista sull'isola di Patmos, dove, come ricorda Francisco Pacheco, «sperimenta ammirevoli rivelazioni e scrive l'Apocalisse» e appare seduto con il libro tra le sue ginocchia in cui scrive il contenuto della rivelazione.
In fondo, altri due libri chiusi probabilmente alludono al Vangelo e alle tre Epistole scritte dall'Apostolo. 
In alto a sinistra compare il contenuto della visione avuta dal santo, tratto da l'Apocalisse 12,1-4 e interpretato come una figura dell'Immacolata Concezione: «Un segno grandioso apparve nel cielo: una donna vestita di sole, con la luna sotto i piedi e una corona di dodici stelle sul capo (...) un altro segno apparve nel cielo: un drago di fuoco, con sette teste e dieci corna ( ...) stava di fronte alla donna intenta a partorire». Velázquez si ispira ad alcuni noti modelli iconografici: un'incisione di Johan Sadeler, un dipinto di Maarten de Vos per l'inquadratura generale e la figura del drago, e uno di Juan Martínez de Jáuregui, pubblicato nel libro di Luis del Alcázar Vestigatio Arcani Sensu Apocalypsi (Anversa, 1614), per l'immagine della Vergine.
Anche per la figura di San Giovanni emergono delle influenze, pure se più remote e interpretate in modo naturalistico: una incisione di Albrecht Dürer sullo stesso soggetto al momento della stesura del citato libro sull'Apocalisse era vecchia di novant'anni. 
La tela di Velázquez potrebbe essere stata ispirata da un'altra iconografia del suo maestro, dove si raccomanda di dipingere il Santo «giovane, a segno della sua perpetua verginità e di proporre un tale modello di purezza, che consacra a Cristo il fiore della sua giovinezza». 
Nella testa del Santo si osserva probabilmente lo stesso modello che l'artista ha usato nello studio di un capo del profilo del Museo dell'Ermitage. La luce è quella delle correnti naturalistiche. Proveniente da un punto focale situato all'esterno del dipinto, si riflette intensamente negli abiti bianchi e mette in evidenza con forti ombre le dure caratteristiche del giovane Apostolo. L'effetto volumetrico creato in questo modo e l'interesse manifestato dalle trame dei materiali - come ha sottolineato Fernando Marías Franco - allontana, per la prima volta, Velázquez dal suo maestro. 
L'aquila è in penombra, la cui presenza - appena giunta - mette come in guardia lo spettatore, grazie a una maggiore illuminazione dello zoccolo e alcuni tocchi bianchi, che riflettono la luce nella testa e nel becco, le piume restando mimetizzate con lo sfondo del paesaggio terrestre. 
A destra del tronco dell'albero, lo sfondo nuvoloso si offusca con pennellate casuali, come è solito fare Velázquez. 
Lo studio controllato della luce nella figura di San Giovanni e l'aspetto ruvido della sua figura evidenziano il carattere soprannaturale della visione, avvolto in un'aura di luce diffusa. L'esiguità della visione, a differenza di ciò che si trova nelle incisioni che servivano come modello, si spiega con la sua collocazione accanto al quadro dell'Immacolata Concezione, in cui la visione della donna apocalittica si configura come la Vergine Madre di Dio concepita senza peccato.
Si sottolinea - in tal modo - l'origine letteraria di questa iconografia mariana, come materializzazione di una visione nota proprio attraverso le parole scritte da San Giovanni.